# ادوارد خوروف
ادوارد خوروف (اوکراینی: Едуард Анатолійович Хавров؛ زادهٔ ۱۴ اکتبر ۱۹۶۹) بازیکن فوتبال اهل اوکراین است.
از باشگاه‌هایی که در آن بازی کرده‌است می‌توان به باشگاه فوتبال ماریوپول اشاره کرد.